# Le Déclin de l'empire américain
Le Déclin de l'empire américain is een Canadese dramafilm uit 1986 onder regie van Denys Arcand. De film is het eerste luik uit een losse trilogie waartoe ook Les Invasions barbares (2003) en L'Âge des ténèbres (2007) behoren.

## Verhaal
Vier mannen vertellen erotisch getinte verhalen, terwijl ze het avondeten klaarmaken. Ondertussen doen hun vrouwen precies hetzelfde, terwijl ze aan het sporten zijn. Vervolgens eten ze allemaal samen. Ook tijdens het avondeten wordt over erotiek gepraat.

## Rolverdeling
| Acteur            | Personage |
| ----------------- | --------- |
| Rémy Girard       | Rémy      |
| Dominique Michel  | Dominique |
| Dorothée Berryman | Louise    |
| Louise Portal     | Diane     |
| Pierre Curzi      | Pierre    |
| Yves Jacques      | Claude    |
| Geneviève Rioux   | Danielle  |
| Daniel Brière     | Alain     |
| Gabriel Arcand    | Mario     |